# Praça da Bandeira (bairro do Rio de Janeiro)
Praça da Bandeira é um bairro da Zona Norte do município do Rio de Janeiro. Administrado pela subprefeitura da Grande Tijuca, com mais de 8,5 mil habitantes e localizado no entroncamento das zonas norte, sul e central da cidade, seu índice de qualidade de vida, no ano 2000, era de 0,867, o 39º melhor do município do Rio de Janeiro, entre 126 bairros avaliados, sendo considerado alto. O nome do bairro é proveniente da Praça da Bandeira, uma praça localizada no encontro da Radial Oeste com a Rua Teixeira Soares.

## Estrutura

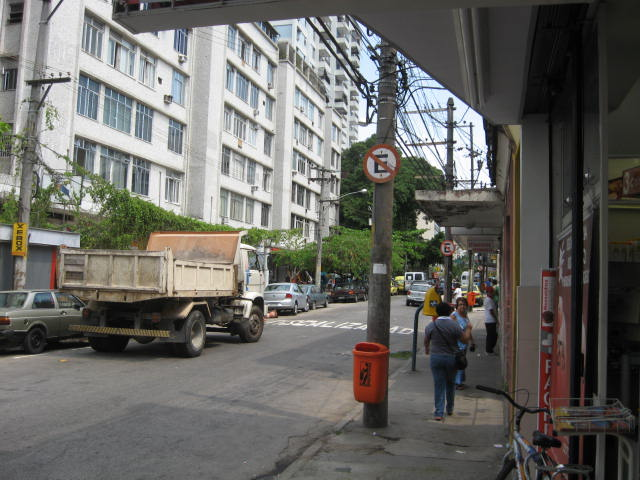
Rua do Matoso

### História
Seu povoamento começou rapidamente, a partir de 1920, com casas, e, em 1933, os edifícios surgiram, com a criação da atual Avenida Presidente Vargas, que fez a ligação do bairro com o centro financeiro do então Distrito Federal. A partir de 1965, foi concluída a renovação urbanística do bairro, com o início da decadência socioeconômica da Guanabara e do plano de transferir o centro econômico para a Barra da Tijuca. Em 1981, foi emancipada do Maracanã, tendo como referência topônima uma praça, onde, em 19 de novembro de 1889, a atual bandeira do Brasil foi hasteada pela primeira vez. Suas avenidas são verticalizadas e possuem trânsito intenso. Essa situação piora nos dias de temporais: a região é alvo, desde o início do século XX, de intensas enchentes, devido às encostas que a rodeiam, como os morros de Rio Comprido e Tijuca. Já duram mais de dois anos as obras da Prefeitura que prometem resolver o problema. Trata-se da construção de cinco "piscinões", que, em dias de chuvas fortes, armazenarão as águas, que serão posteriormente liberadas na Baía de Guanabara gradativamente. O primeiro desses reservatórios foi entregue em dezembro de 2013 e, segundo a Prefeitura, entrou em funcionamento logo após sua inauguração. Além dos reservatórios, estão em andamento, como parte do mesmo projeto, as obras de desvio do Rio Joana, que terá cerca de 30% de sua vazão desviada para a Baía de Guanabara, em vez de desaguar na região da Praça da Bandeira. O desvio dar-se-á por uma grande galeria, que passará por baixo do bairro de São Cristóvão.

### Localização
Está na confluência das zonas norte, sul e central da cidade, sendo um bairro de localização estratégica e privilegiada. Forma uma ligação entre essas zonas, além de ser bem próximo de Niterói, ex-capital fluminense. É limitado a norte, sul e leste pelos bairros de São Cristóvão, Cidade Nova, Estácio, Rio Comprido e Santo Cristo, todos bairros centrais; além de Maracanã, a noroeste, e Tijuca, a oeste. É um dos sete bairros nortistas a serem administrados pela subprefeitura da Grande Tijuca, enquanto outros 64 bairros pertencem à subprefeitura da zona norte.  
Nas adjacências, atravessando a linha férrea e os trilhos do Metrô, localiza-se a Rua Ceará, um emergente ponto de vida noturna, onde se encontra uma variedade de bares, muitos deles frequentados por fãs e admiradores do heavy metal. Bem próximo dali, encontra-se a Vila Mimosa, tradicional reduto do meretrício carioca. Nos últimos anos, ela tem despertado o interesse da mídia, que, eventualmente, aborda o cotidiano e a produção cultural naquele espaço urbano. Existe uma possibilidade de que a Rua Ceará seja demolida, juntamente com as ruas do seu entorno, para a realização de obras do trem-bala que ligará o Rio a São Paulo.

### Serviços
O comércio local, que no passado se concentrou na Rua do Matoso, agora espalhou-se pelas ruas do bairro. A Rua do Matoso ainda ocupa posição central, mas hoje destaca-se pelo numero significativo de lojas de ferragens, que abrem durante todo o sábado e nas manhãs de domingo. As ruas Barão de Iguatemi, Mariz e Barros e a própria Praça têm hoje um comércio que reúne restaurantes, papelaria, hotéis, universidades, supermercado, bancos, Correios, bares etc.

### Transporte
Em razão de sua localização privilegiada, o sistema de transportes coletivos conta com ônibus para praticamente todas as regiões da cidade. Possui ainda em suas cercanias, três estações do Metrô (Estácio e Afonso Pena, na Linha 1 e São Cristóvão, na Linha 2), que, apesar de estarem localizadas em bairros vizinhos, estão, no máximo, a um quilômetro de distância da praça central do bairro. A Praça da Bandeira possui ainda uma estação de trem da Supervia em funcionamento e, no futuro, confirmadas as obras do trem-bala, estará a cerca de quinhentos metros da nova ligação Rio-São Paulo. 
No bairro, também se situa a Estação Ferroviária Barão de Mauá, mais conhecida pelos cariocas como Estação Leopoldina, por ter sido o terminal de passageiros da Estrada de Ferro Leopoldina, que ligava o Rio de Janeiro aos estados do Espírito Santo e de Minas Gerais. O prédio, de estilo eclético, também foi o terminal do Trem de Prata, um trem de passageiros de longa distância da antiga Rede Ferroviária Federal (RFFSA), que realizava a ligação Rio–São Paulo entre os anos de 1994 e 1998. A estação encontra-se desativada desde 2002.
A Praça da Bandeira, no passado, também contava com outras duas estações ferroviárias terminais: Alfredo Maia, pertencente à Linha Auxiliar da Estrada de Ferro Central do Brasil (desativada nos anos 1950 e demolida nos anos 1970), e Francisco Sá, pertencente à Estrada de Ferro Rio d'Ouro (desativada nos anos 1970 e demolida em 2013).

### Segurança
A Praça da Bandeira faz parte da circunscrição da 18.ª Delegacia Policial e do 4.º Batalhão de Polícia Militar. Possui em funcionamento, 24 horas por dia, uma cabine da Polícia Militar instalada em frente à praça central do bairro, no início da Rua Mariz e Barros.